# 嘉保
嘉保（1095年1月23日~1097年1月3日）是日本的年號之一。使用這個年號的天皇是堀河天皇，由白河上皇實施院政。

## 改元
- 寬治八年十二月十五日（1095年1月23日） 改元嘉保。

- 嘉保四年十二月十七日（1097年1月3日） 改元永長。

## 出處
- 《史記·秦始皇本紀》：「皇帝休烈，平一宇內，德惠脩長。……黔首脩絜，人樂同則，嘉保太平。」

## 紀年、西曆、干支對照表
| 嘉保 | 元年   | 二年   | 三年   |
| 公元 | 1094年 | 1095年 | 1096年 |
| 干支 | 甲戌   | 乙亥   | 丙子   |

## 同期存在的其他政權之紀年
- 中國
  - 元祐（1086正月年至1094年四月）：宋—宋哲宗趙煦之年號
  - 紹聖（1094年四月年至1098年五月）：宋—宋哲宗趙煦之年號
  - 天祐：大理—段正明（1091年至1094年）之年號
  - 上治（1094年至1095年）：大中—高升泰之年號
  - 天授（1096年）：大理—段正淳之年號
  - 大安（1085年正月至1094年十二月）：遼—遼道宗耶律洪基之年號
  - 壽昌（1095年正月至1101年正月）：遼—遼道宗耶律洪基之年號
  - 天祐民安（1090年正月至1097年十二月）：西夏—夏崇宗李乾順之年號
- 越南
  - 廣祐（1085年至1092年）：李朝—李乾德之年號
  - 會豐（1092年至1100年）：李朝—李乾德之年號